# Wendell Moore
Wendell Horace Moore Jr. (Richmond, Virginia; 18 de septiembre de 2001) es un jugador de baloncesto estadounidense que pertenece a la plantilla de los Charlotte Hornets de la NBA, con un contrato dual que le permite jugar además en los Greensboro Swarm de la G League. Mide 1,96 metros y juega en la posición de alero.

## Trayectoria deportiva

### Instituto
Moore asistió a la escuela secundaria Cox Mill en Concord, Carolina del Norte. Como estudiante de primer año en 2015-16, fue titular en los 29 partidos jugados y promedió 17,9 puntos, 8,6 rebotes, 3,3 asistencias y 1,8 robos, para ayudar a su equipo a lograr un récord de 22–8 y un campeonato seccional. En 2017-18, se convirtió en el jugador más rápido en anotar 1000 puntos en su carrera en la historia de las escuelas públicas del condado de Cabarrus; promedió 25,4 puntos, 7,3 rebotes, 2,9 asistencias y 2,3 robos. Participó en 2019 en los prestigiosos McDonald's All-American Game, Nike Hoop Summit y Jordan Brand Classic.

### Universidad
Jugó tres temporadas con los Blue Devils de la Universidad de Duke, en las que promedió 10,7 puntos, 3,9 rebotes, 4,2 asistencias y 1,2 robos de balón por partido. El 12 de noviembre de 2021 registró 19 puntos, 10 rebotes y 10 asistencias, convirtiéndose en el quinto jugador en la historia de los Blue Devils en conseguir un triple-doble. En su tercera temporada fue incluido en el segundo mejor quinteto de la Atlantic Coast Conference y en el mejor quinteto defensivo. El 2 de abril se le concedió el Premio Julius Erving al mejor alero del año.
Se declaró elegible para el draft de la NBA y renunció a su elegibilidad universitaria el 21 de abril.

#### Estadísticas
| Año     | Equipo | PJ | PT | MPP  | %TC  | %3P  | %TL  | RPP | APP | ROB | TPP | PPP  |
| ------- | ------ | -- | -- | ---- | ---- | ---- | ---- | --- | --- | --- | --- | ---- |
| 2019–20 | Duke   | 25 | 11 | 24.0 | .416 | .211 | .806 | 4.2 | 1.9 | .9  | .2  | 7.4  |
| 2020–21 | Duke   | 24 | 18 | 27.6 | .417 | .301 | .848 | 4.8 | 2.7 | 1.2 | .2  | 9.7  |
| 2021–22 | Duke   | 39 | 39 | 33.9 | .500 | .413 | .805 | 5.3 | 4.4 | 1.4 | .2  | 13.4 |
| Total   | Total  | 88 | 68 | 29.4 | .459 | .358 | .814 | 4.9 | 3.2 | 1.2 | .2  | 10.7 |

### Profesional
Fue elegido en la vigésimo sexta posición del Draft de la NBA de 2022 por los Dallas Mavericks, y luego fue canjeado a los Houston Rockets como parte de un acuerdo que involucró a Christian Wood, y luego nuevamente a los Minnesota Timberwolves a cambio de la selección número 29, TyTy Washington, y dos futuras selecciones de segunda ronda.
El 6 de julio de 2024 fue traspasado a los Detroit Pistons junto con la 37.ª selección general del draft de la NBA de 2024 a cambio de la 53.ª selección del draft y parte del salario liquidado. Fue despedido el 6 de febrero de 2025.
El 15 de febrero de 2025 firmó un contrato dual con los Charlotte Hornets y su filial en la G League, los Greensboro Swarm.

## Estadísticas de su carrera en la NBA

### Temporada regular
| Año     | Equipo    | PJ | PT | MPP  | %TC  | %3P  | %TL  | RPP | APP | ROB | TPP | PPP |
| ------- | --------- | -- | -- | ---- | ---- | ---- | ---- | --- | --- | --- | --- | --- |
| 2022-23 | Minnesota | 29 | 2  | 5.3  | .419 | .118 | .800 | .6  | .6  | .3  | .2  | 1.4 |
| 2023-24 | Minnesota | 25 | 0  | 3.0  | .500 | .000 | —    | .5  | .2  | .2  | .0  | .7  |
| 2024-25 | Detroit   | 20 | 1  | 10.9 | .460 | .286 | .929 | 2.2 | 1.2 | .5  | .2  | 3.2 |
| 2024-25 | Charlotte | 16 | 0  | 17.5 | .474 | .370 | .625 | 3.2 | 1.2 | .6  | .1  | 5.4 |
| Total   | Total     | 74 | 3  | 6.0  | .450 | .162 | .895 | 1.0 | .6  | .3  | .1  | 1.7 |

### Playoffs
| Año   | Equipo    | PJ | PT | MPP | %TC  | %3P  | %TL | RPP | APP | ROB | TPP | PPP |
| ----- | --------- | -- | -- | --- | ---- | ---- | --- | --- | --- | --- | --- | --- |
| 2023  | Minnesota | 1  | 0  | 2.1 | —    | —    | —   | .0  | .0  | .0  | .0  | .0  |
| 2024  | Minnesota | 6  | 0  | 3.1 | .429 | .250 | —   | .3  | .3  | .2  | .0  | 1.2 |
| Total | Total     | 7  | 0  | 2.9 | .429 | .250 | —   | .3  | .3  | .1  | .0  | 1.0 |